# Compas
Compas är en musikstil från Haiti som sedan utvecklades till musikstilen zouk.

## Historia
Musiken har lång bakgrund, men kom att moderniseras på 1980-talet. Den gick då från storband till små band som baserar sig mycket på synthesizer och gitarrer med extra mycket choruseffekt.
Wyclef Jean, som har sitt ursprung från Haiti, har gjort compas-musiken populär utanför Haiti. Hans skiva Haiti 101 är inspirerad av compas-musiken.
Compas sjungs på haitisk kreol och melodin brukar ha samma ackordföljd genom hela låten förutom någon brygga på slutet. Vanligast är band med två syntar, en elgitarr, en elbas, percussion, en brassektion, sångare och så trummor. Elgitarren spelar vanligtvis melodier medan basen spelar walking bass, ofta väldigt staccato. Trummorna är typiskt uppbyggda av hi-haten, som spelar den viktigaste rollen. Brasset har vanligtvis så framträdande roll, oftast några kortare melodier endast ett fåtal gånger genom låten.

## Artister som spelar Compas
- Sweet Micky aka Michel Martelly
- T-Vice,
- Top-vice,
- Carimi,
- Tabou Combo,
- Djakout Mizik,
- Alan Cavé och Zin.